# Euphorbia katrajensis
Euphorbia katrajensis är en törelväxtart som beskrevs av Andrew Thomas Gage. Euphorbia katrajensis ingår i släktet törlar, och familjen törelväxter. Inga underarter finns listade i Catalogue of Life.